# Коммуна (Иркутская область)
Комму́на — деревня в Киренском районе Иркутской области. Входит в Киренское городское поселение.
Находится в 7 км к юго-западу от города Киренска, в 1,5 км от правого берега реки Лена.

## Население
| 2002 | 2010 | 2011 | 2012 |
| ---- | ---- | ---- | ---- |
| 164  | ↘139 | →139 | ↘134 |